# Willigisbrücke
Die Willigisbrücke ist eine Straßenbrücke in Aschaffenburg, die den Main 87,12 km oberhalb seiner Mündung quert. Sie verbindet die Stadtteile Leider und Nilkheim mit dem Stadtteil Stadtmitte/Innenstadt.
Zwei weitere Straßenbrücken queren in Aschaffenburg den Main: Konrad-Adenauer-Brücke und Friedrich-Ebert-Brücke.

## Geschichte

### Holzbrücke
989 ließ der Erzbischof von Mainz, Willigis, am heutigen Standort der Willigisbrücke eine erste Holzbrücke über den Main bauen.
Sie war zu dieser Zeit die einzige Mainbrücke zwischen Frankfurt und Würzburg. Vermutlich mit dem Brückenbau, nachweislich spätestens im Jahr 1157 (kaiserlichen Anordnung), wurde Aschaffenburg Zollstätte.
Schwerer Eisgang zerstörte 1408 die Brücke.

### Steinbogenbrücken
Aufgrund immer wieder erfolgter Einstürze und Beschädigungen durch Hochwasser und Eisgang dauerte es bis zum Ende des 15. Jahrhunderts, bis die neue Steinbogenbrücke nach jahrzehntelanger Bautätigkeit als Ersatz für die zerstörte Holzbrücke fertiggestellt war.
Die Brücke, die z. B. auf einem Stich von Matthäus Merian von 1646 abgebildet ist, hatte zwei Brückentürme. Der rechtsmainische Brückenturm wurde 1771 und der linksmainische 1780 abgebrochen. Im Zuge des Hafenausbaus wurde die Brücke nach 1889 durch einen Neubau ersetzt, der wiederum im Frühjahr 1945 durch Kriegshandlungen stark beschädigt wurde.
Einer Legende nach soll im November 1631 gegen Ende des Dreißigjährigen Kriegs Pater Bernhard von Trier auf der Brücke den Schwedenkönig Gustav II. Adolf erfolgreich um die Verschonung der Stadt und ihrer Bürger gebeten haben.

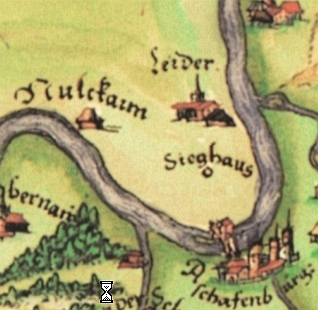
Ausschnitt aus Pfinzingatlas/Spessart 1594
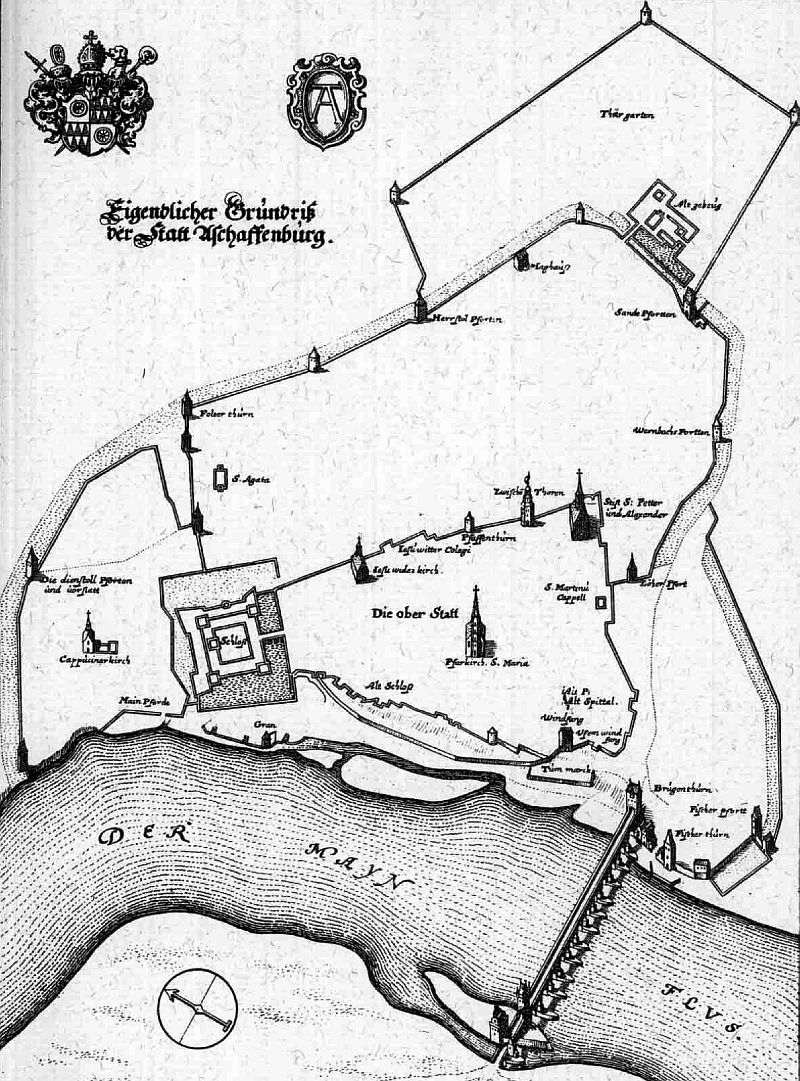
Grundriss von Merian 1655
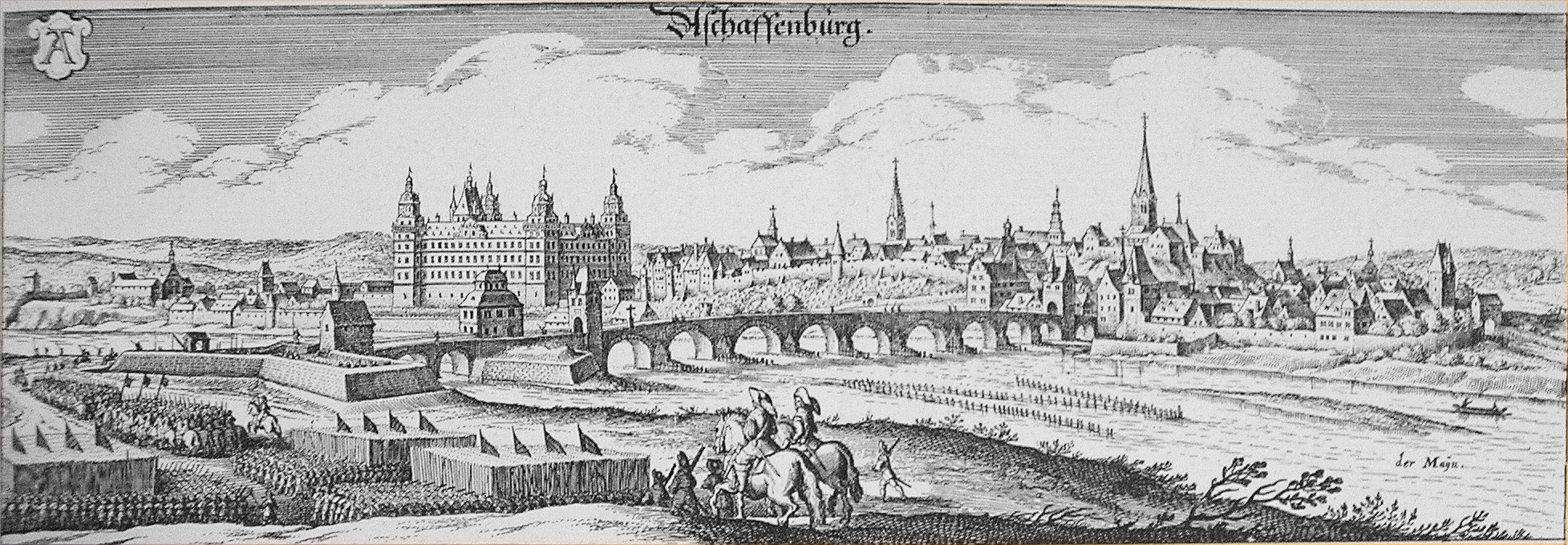
Stadtansicht von Merian 1646
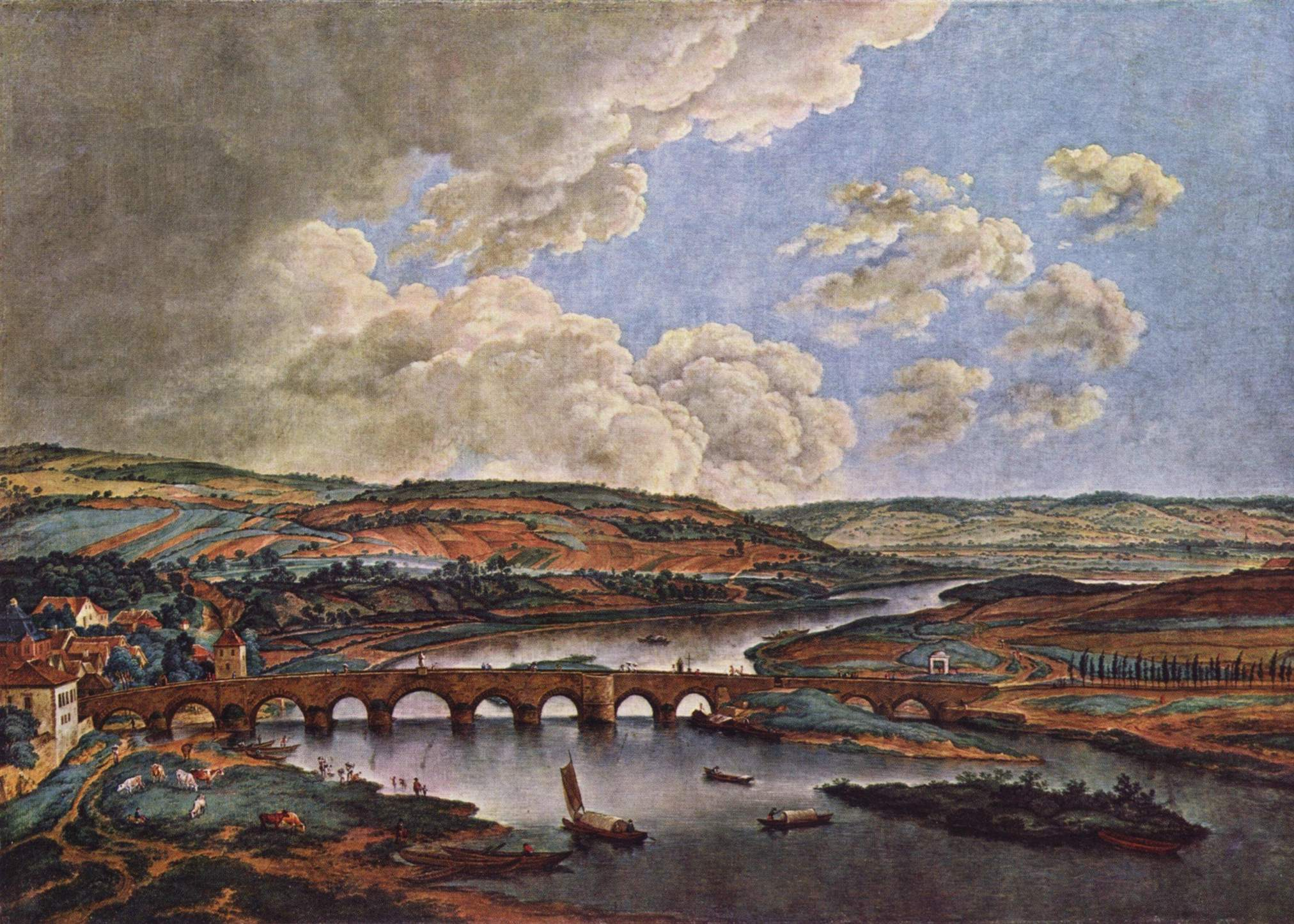
Mainbrücke 1786
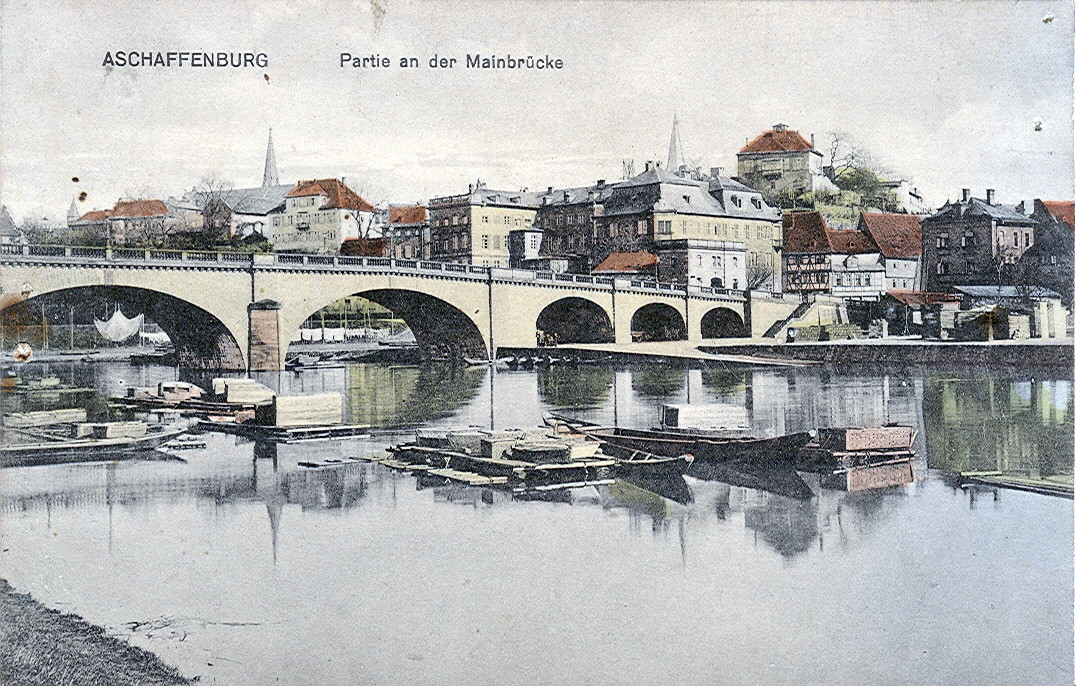
Ludwigsbrücke 1913

### Heutige Brücke
Die heutige Stahlbrücke ist ein 1969 dem Verkehr übergebener Neubau.
Vom Vorgängerbau, der am 15. August 1891 geweihten Ludwigsbrücke, eine Bögenbrücke aus rotem Sandstein, wurden im März 1945 beim Anrücken der Amerikaner drei Brückenbögen zerstört. Die Brücke wurde bis zu ihrer erneuten Verkehrsübergabe am Martinstag 1945, also dem 11. November, durch eine Stahl/Stahlbetonkonstruktion über zwei Betonpfeilern provisorisch repariert.(→ Schlacht um Aschaffenburg 1945).